# قاتلین پیرزن
«قاتلین پیرزن» (انگلیسی: The Ladykillers) فیلمی بریتانیایی در سبک کمدی سیاه و جنایی به کارگردانی الکساندر ماکندریک است که در سال ۱۹۵۵ منتشر شد. از بازیگران آن می‌توان به الک گینس، هربرت لام، پیتر سلرز، سسیل پارکر، و جک وارنر اشاره کرد.